# Aeroporto de Ribeirão Preto
O Aeroporto Estadual de Ribeirão Preto - Doutor Leite Lopes (IATA: RAO - ICAO: SBRP) é um aeroporto brasileiro localizado no município de Ribeirão Preto, na região nordeste do estado de São Paulo. O aeroporto é a sede do Aeroclube de Ribeirão Preto e de uma Escola de Aviação (Aviate). Conta com vôos regulares das empresas AZUL, GOL e LATAM.
Com 6 aerovias e mais de 100 aeronaves ao dia, o aeroporto Leite Lopes é o segundo mais relevante do interior de São Paulo, após Viracopos. As aerovias inferiores, com largura de 30 quilômetros, estão a uma altitude mínima de 15 mil pés (cada mil pés corresponde a 300 metros) e máximo de 24 mil pés. Levam a letra W como iniciais e são chamadas de Whisky. São a W-13, W-19, W-30, W-32 e W-51. Podem ser de mão única ou dupla. A única aerovia superior é a UP (Upper Zulu), que passa a 24.500 pés – altura mínima. O piloto tem autonomia, dependendo do aparelho, de voar mais alto. A UP tem 80 quilômetros de largura.
Conforme estudo divulgado pela empresa de Inteligência de Mercado Urban Systems, o Aeroporto Leite Lopes é o segundo terminal aeroportuário regional com maior potencial de desenvolvimento econômico no país, devido aos fatores como infraestrutura e localização, transporte de passageiros, transporte de cargas, hospedagem, varejo e educação. Foi criado o Índice de Qualidade Mercadológica (IQM), uma metodologia que leva em consideração aspectos como informações comerciais, urbanísticas, econômicas e infraestruturais dos impactos da atividade portuária na região estudada, objetivando aferir o desempenho de cada equipamento.
Como o aeroporto Leite Lopes esta autorizado e classificado pela ANAC, como sendo da categoria 4C, que permite a operação de vários modelos de aeronaves, sobretudo, dos modelos Airbus A320, A321 e Boeing 737-800, que são os mais utilizados em voos dentro  da América do Sul, devido a capacidade de passageiros acima de 160 pax e alcance com carga máxima na faixa de 5.600 km de distância, este aeródromo poderá ter voos internacionais da aviação executiva, de passageiros e de cargas, no referido continente, inclusive, na modalidade voos charter (fretados).

## História
Foi inaugurado no dia 2 de abril de 1939.  A primeira ampliação da pista do Leite Lopes foi realizada na década de 1940. Para isso, foram utilizadas terras particulares que, como nunca foram pagas, deram origem a um processo judicial que é considerado hoje o processo sem solução mais antigo do país. Seu nome é uma homenagem a Dr. Luiz Leite Lopes, famoso médico atuante em Ribeirão Preto e fundador do aeroclube dessa cidade.
Em 4 de novembro de 1973, com o aeroporto inteiramente remodelado para poder atender os voos diários, iniciaram-se os voos para Ribeirão Preto com dois aviões Bandeirantes da VASP, com comitiva do governador do Estado Laudo Natel.

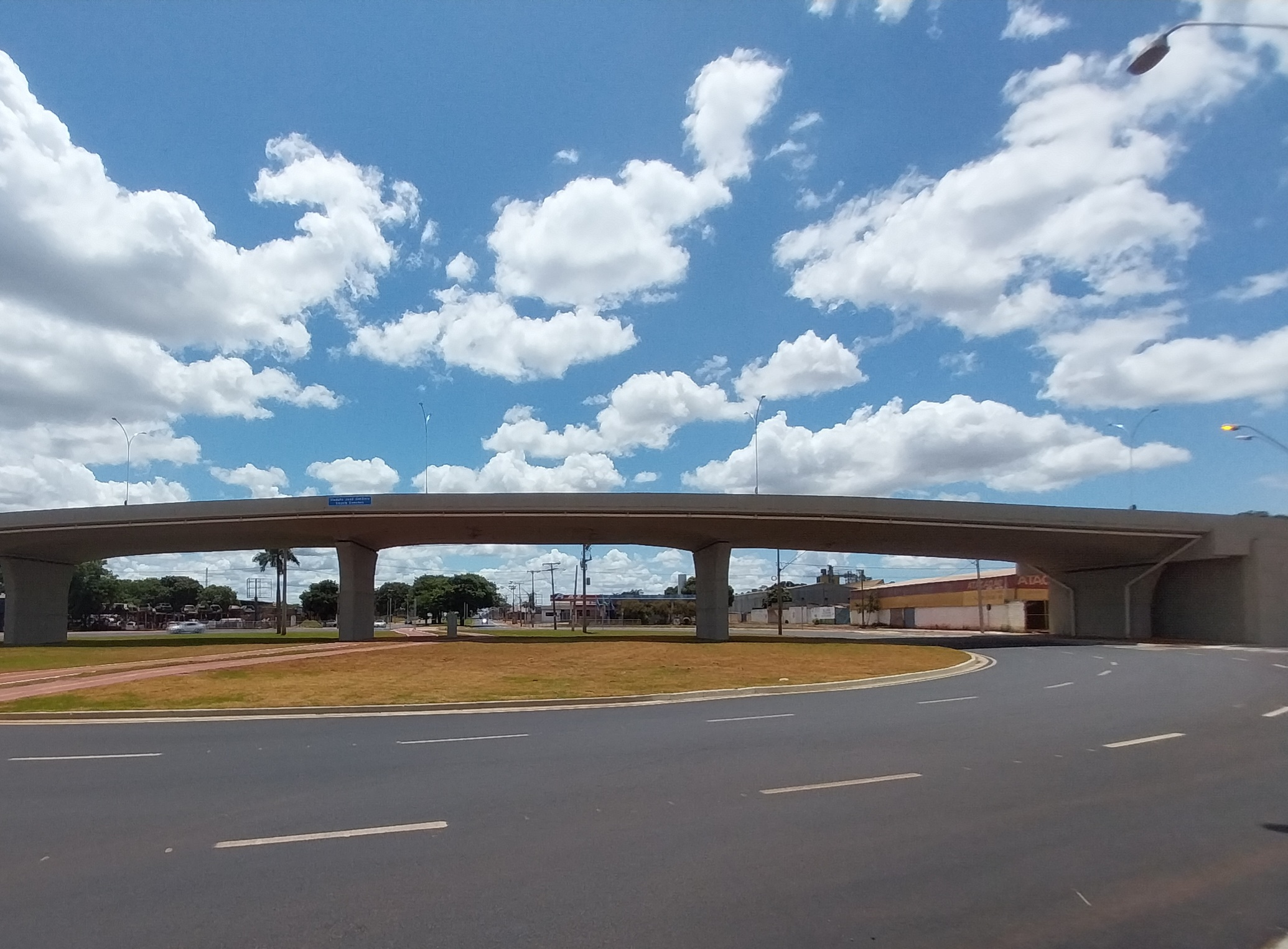
Viaduto de acesso ao aeroporto - entre as avenidas Brasil x Thomaz Alberto Whately

Desde a década de 1990, o Aeroporto Leite Lopes teve vários projetos de expansão, os quais, em sua maioria, nunca avançaram conforme planejado. O movimento de resistência a estes projetos que desde sua fundação em 1995 os têm questionados na justiça e a favor da construção de um segundo novo aeroporto, denomina-se Movimento Pró Novo Aeroporto de Ribeirão Preto e Região. No ano de 2008, o ex-prefeito Welson Gasparini e a Justiça assinaram um TAC (Termo de Ajustamento de Conduta) a fim de viabilizar o projeto, que possibilitou a ampliação do terminal de passageiros. Todavia, no mesmo ano de 2008, o Governo do Estado e o Ministério Público assinaram um TAC (Termo de Ajustamento de Conduta) na justiça que impede a ampliação da pista.
No dia 15 de julho de 2021, na sede da B3, na capital paulista, o aeroporto Leite Lopes foi arrematado pela iniciativa privada, o lote Sudeste, que inclui outros 11 aeroportos, com destaque para o de Ribeirão Preto, o vencedor foi o Consórcio Voa NW e Voa SE, a partir da proposta de R$ 14,7 milhões, equivalente a ágio de 11,5% sobre a outorga mínima. A concessão à gestão da iniciativa privada prevê a prestação dos serviços públicos de operação, manutenção, exploração e ampliação da infraestrutura aeroportuária estadual. A ARTESP passa a ser agência reguladora do contrato de concessão. Com caráter de concorrência internacional e prazo de operação de 30 anos, o contrato prevê modelo de remuneração tarifária e não tarifária, por meio da exploração de receitas acessórias, como aluguéis de hangares ou atividades comerciais, no terminal, restaurantes e estacionamento, ou pela realização de investimentos para exploração de imobiliária, com grande potencial para o desenvolvimento de novas atividades e negócios em torno dos aeroportos.

### Gestão
Daesp
Em 1996, o aeroporto Leite Lopes passou por reforma e ampliação que contou com a cooperação da Prefeitura de Ribeirão Preto, do Ministério da Aeronáutica e do DAESP (Departamento Aeroviário do Estado de São Paulo). A pista de pouso foi ampliada de 1.800 para 2.100 metros. A de taxiamento foi de 730 para 2.100 metros. O novo pátio de estacionamento, com 27.600 metros quadrados, pode receber simultaneamente oito aeronaves Fokker F-100 (jato de porte médio, com capacidade para 108 passageiros) ou Boeing B-737. Para maior proteção e segurança às operações noturnas de pouso e decolagem foi instalada nova cabina de força, recuperado o sistema elétrico, feito o balizamento das pistas e implantada iluminação dos pátios.

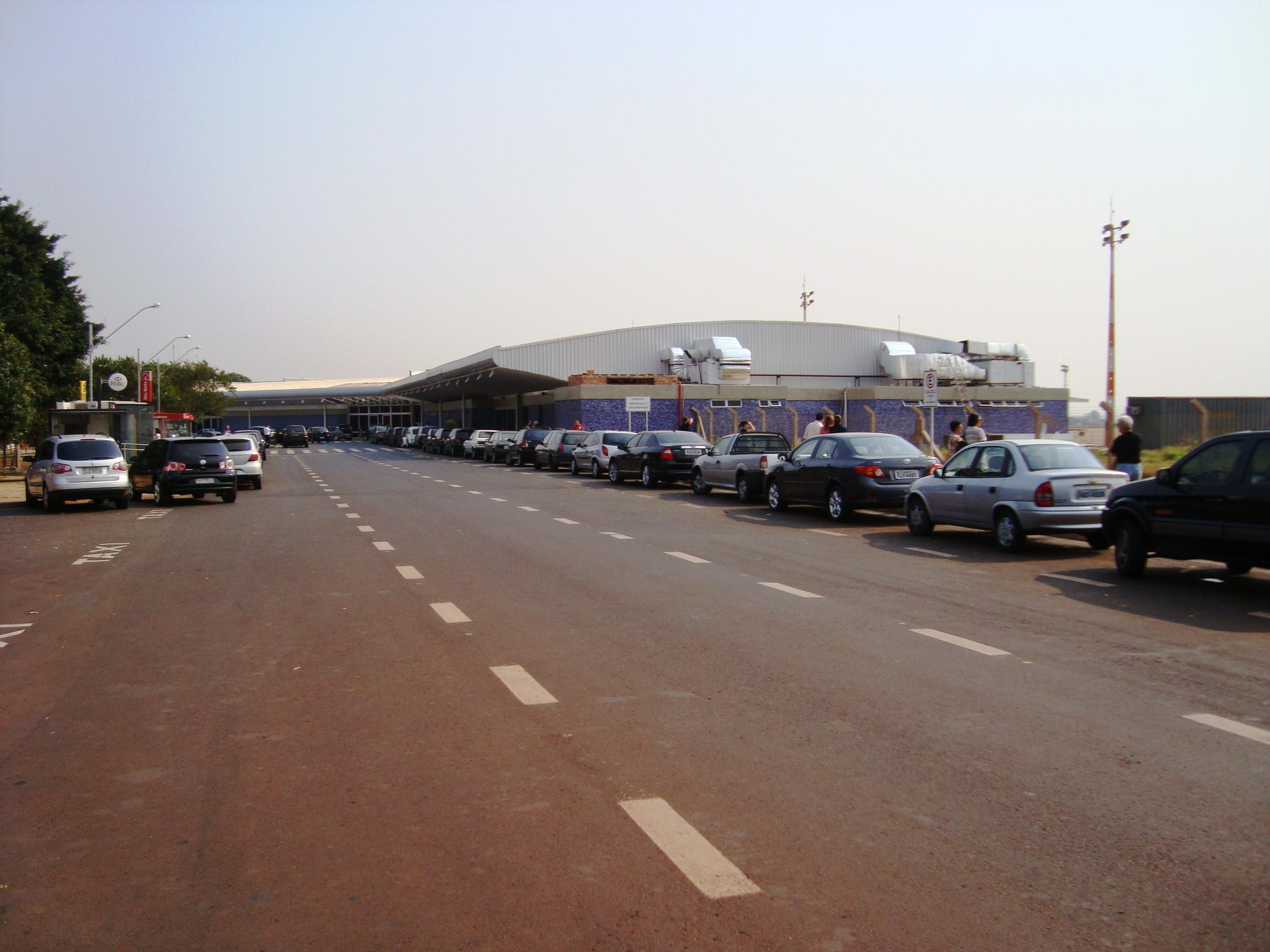
Movimento intenso (2010)

Em 2006, houve uma nova reforma, com sua pista passando a ter 45 metros de largura, além de ter sido adicionado ao seu asfalto uma substância chamada polímero, usada também em todos os circuitos de Fórmula-1, o que garante maior aderência entre a pista e os pneus. O tempo de paralisação do aeroporto para a reforma foi de 90 dias, durante os quais seus voos foram desviados para Araraquara e Franca, voltando ao funcionamento normal em 1 de setembro de 2006. Iniciadas em 2008 e finalizadas em 2010, foram realizadas obras de ampliação e reforma do terminal de passageiros. Após a abertura da nova ala, a antiga foi fechada, remodelada e reaberta, juntando-se à nova. O terminal agora está com o dobro do tamanho original e com isso sobe a classe de Conforto de E para B. O terminal passou a contar com ar condicionado, esteiras para bagagem e melhores condições. Toda a reforma e ampliação foram realizadas com base no aumento da demanda (crescimento de 10% ao ano), e objetivando a futura internacionalização de cargas e passageiros.
Em 2011, outras adequações forem feitas, como aumento da oferta de carrinhos de bagagem para passageiros, de táxis e de policiamento, ampliação do estacionamento, instalação de aparelhos detectores raio-X e novo ônibus de passageiros para uso interno. O Aeroporto Leite Lopes dispõe de um caminhão de combate a incêndio modelo AP-2, entregue em setembro de 2012. O investimento foi da ordem de R$ 1,57 milhão. Em 2013, o estacionamento do aeroporto Leite Lopes foi ampliado, passando de 200 para 400 vagas, totalizando acréscimo de 100%, com investimento da ordem de R$ 3,3 milhões.
Em 2019, foram entregues as obras que abrangeram a implantação de área de giro nas duas cabeceiras da pista, a instalação de acostamento nas pistas de taxiamento de aeronaves e reforço na pista que dá acesso ao pátio. Os investimentos foram da ordem de R$ 4,2 milhões. O objetivo da intervenção foi de proporcionar mais segurança e flexibilidade às operações, facilitando as manobras dos aviões.
Rede VOA
Desde abril de 2022, a Rede VOA é a concessionária do Aeroporto de Ribeirão Preto, e de outros 15 aeroportos no estado de SP. RAO é o principal aeroporto comercial da Rede VOA.
Em 2022, foram entregues as obras da Fase 1 de investimentos da concessionária, que incluíram a modernização e ampliação da sala de embarque, que passou a acomodar 400 pessoas sentadas no pré-embarque e acontar com catracas eletrônicas, novo sistema de ar condicionado, e sanitário reformados. com investimento . Os investimentos foram de um total de R$ 3,5 milhões.
Em 2023, a Rede Voa protocolou o pedido de internacionalização do Leite Lopes na Secretaria Nacional de Aviação Civil (SAC). Neste mesmo ano, foi inaugurada a sala VIP do aeroporto Leite Lopes, operada pela W Premium Group. O local conta com serviços de wi-fi, comidas e bebidas, e acomodações aos passageiros que aguardam pelo horário de embarque.
Em fevereiro de 2025, teve início a fase 2 de investimentos, com adequação do terminal de passageiros ao padrão internacional e ampliação do mesmo com a construção do novo Boulevard - "O novo Boulevard contará com novos estabelecimentos comerciais e gastronômicos e aumentará não apenas a capacidade do aeroporto, mas também o conforto de todos os passageiros. A previsão é que a obra seja concluída no segundo semestre deste ano, e a reforma também prepara o Aeroporto para o desejado processo de internacionalização".  A fase 2 também contempla alterações no acesso viário, construção de uma passarela de pedestres para acesso às aeronaves e de um novo portão de desembarque de passageiros pelo lado ar do Aeroporto. Nessa fase, os investimentos previstos chegam à casa dos R$ 30 milhões, e representam um aumento de 6 mil metros² na área construída do aeroporto, que saltará de 3,6 mil metros² para 9,6 mil metros². Somente a área do novo Boulevard terá 3 mil m².
| “ | A prioridade é tornar o aeroporto funcional, com diversos horários de voos para São Paulo, voos para outras capitais importantes como Brasília, Rio de Janeiro e Belo Horizonte, além de voos regulares para cidades turísticas do Nordeste. | ” |
|   | — Anderson Bueno Pereira, arquiteto e urbanista – estudioso do tema aeroportos – Matéria do Jornal Tribuna Ribeirão: Leite Lopes em reforma, da jornalista Adriana Cristofoli.                                                               |   |

Em fevereiro de 2025 a Latam voltou a oferecer voos diários de Ribeirão Preto para Congonhas (inicialmente vôos 2 diários) e para Guarulhos (inicialmente 1 vôo diário), mas que já foi ampliado para 14 voos semanais para o maior aeroporto do país,  após cancelamento do acordo com a empresa Voepass, que até então realizava estas rotas.

### Área de atuação

Mesorregião de Ribeirão Preto

O Aeroporto Leite Lopes é o maior equipamento do nordeste paulista, atendendo prioritariamente a Região Metropolitana de Ribeirão Preto, com mais de 1.7 milhões de habitantes. Tem sua abrangência expandida para outros estados, como a região sul de Minas Gerais, impactando aproximadamente 4 milhões de habitantes, sendo que diversas cidades da Mesorregião de Ribeirão Preto são atendidas pelo referido, além de outras localidades, tais como: Araraquara, São Carlos, Passos e São Sebastião do Paraíso.
O Aeroporto Leite Lopes foi escolhido pela ANAC juntamente com 11 dos principais aeroportos brasileiros, a participar do projeto de segurança, o monitoramento será feito através de indicadores, como registros de acidentes, incidentes com lesões, condições de infraestrutura, posições incorretas de aviões, pessoas e veículos, entre outras ocorrências.
O Aeroporto Leite Lopes conta com uma linha de ônibus coletivo, denominada de Linha 23 - Aeroporto, ligando-o, com ponto de conexão na Estação Brasil, ao resto da malha de ônibus municipais.

## Complexo aeroportuário
SBRP/RAO

### Características

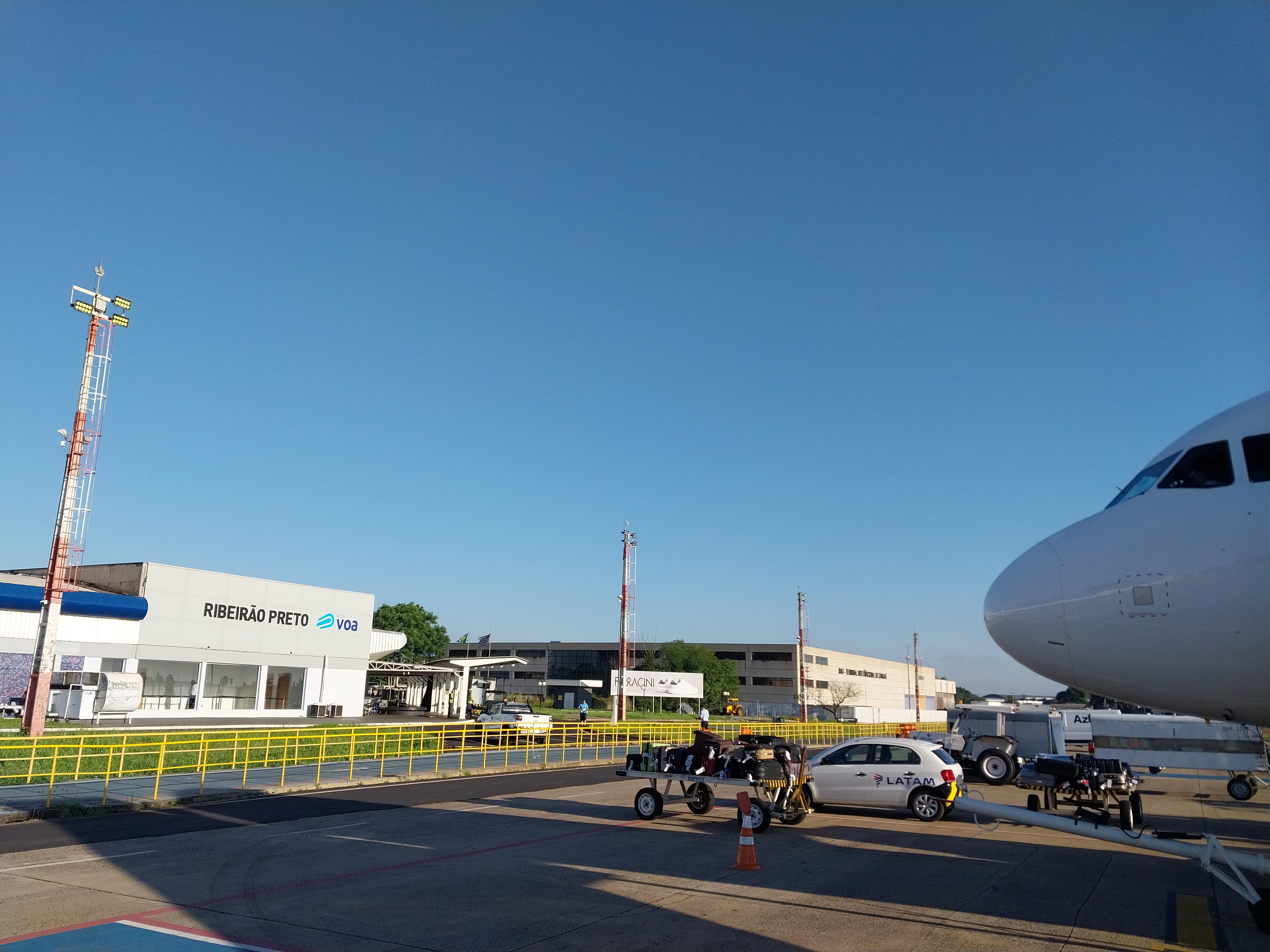
Complexo Aeroportuário em 2023

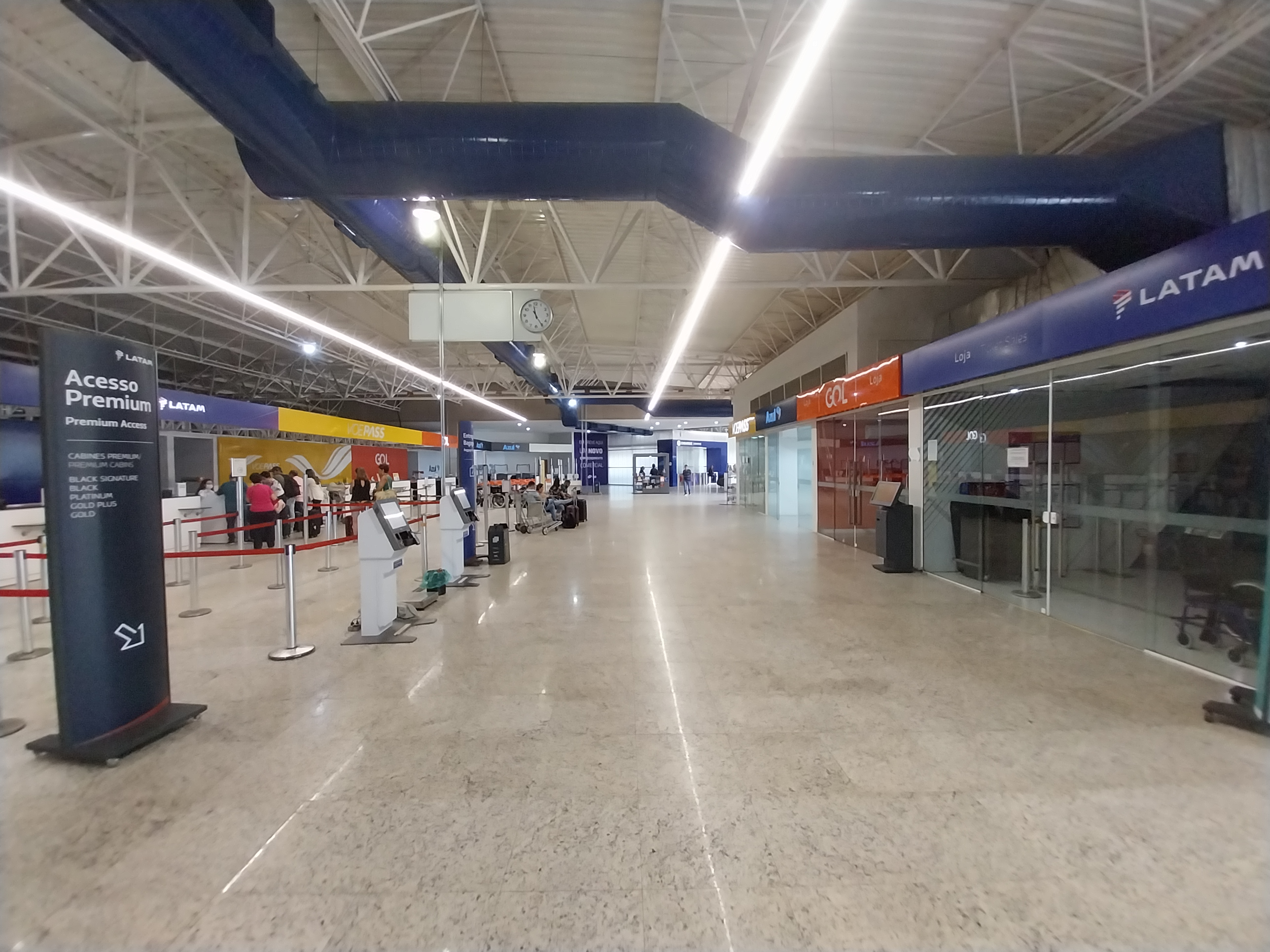
Área de Check-in

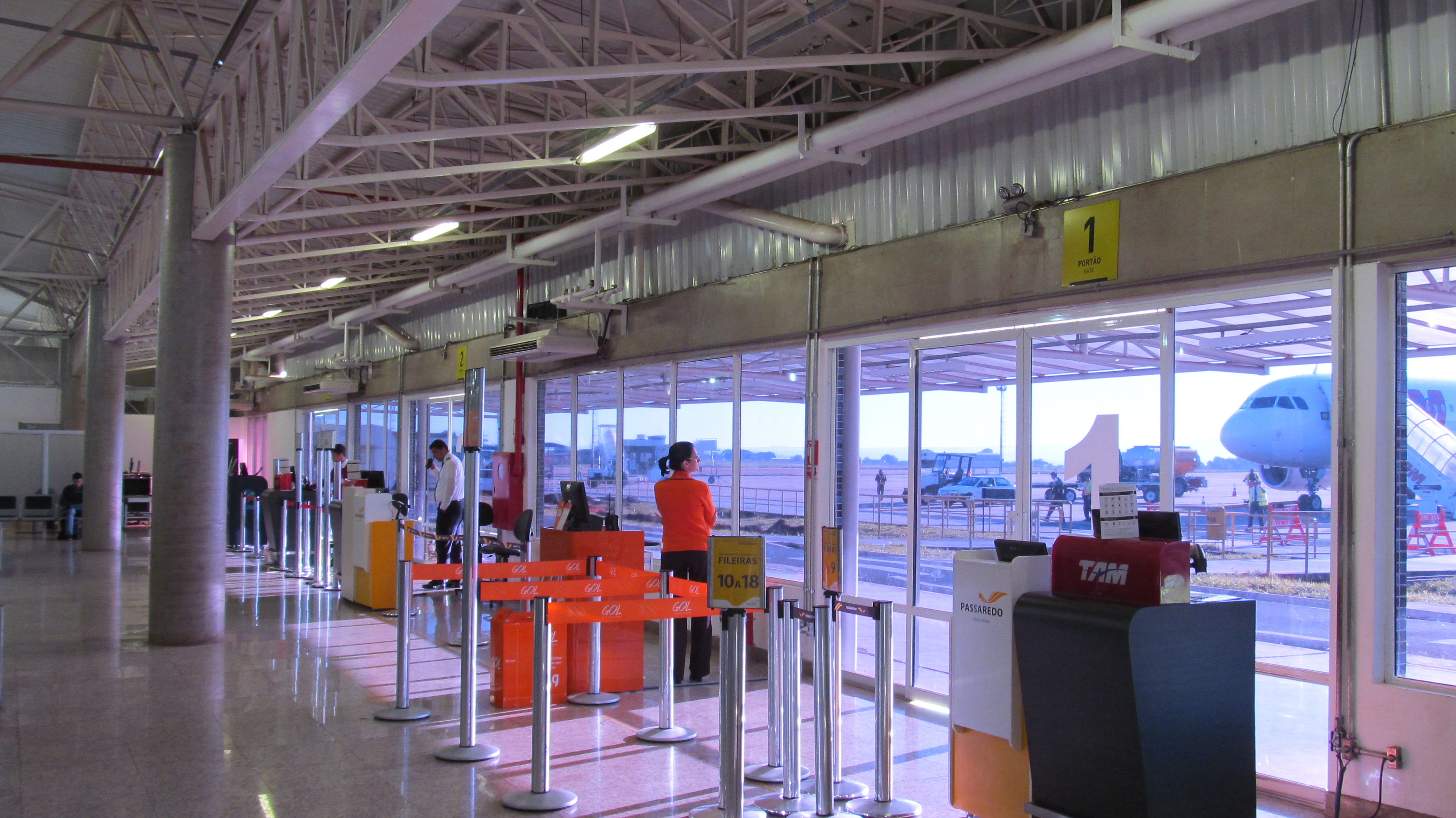
Portões de embarque 1 a 3

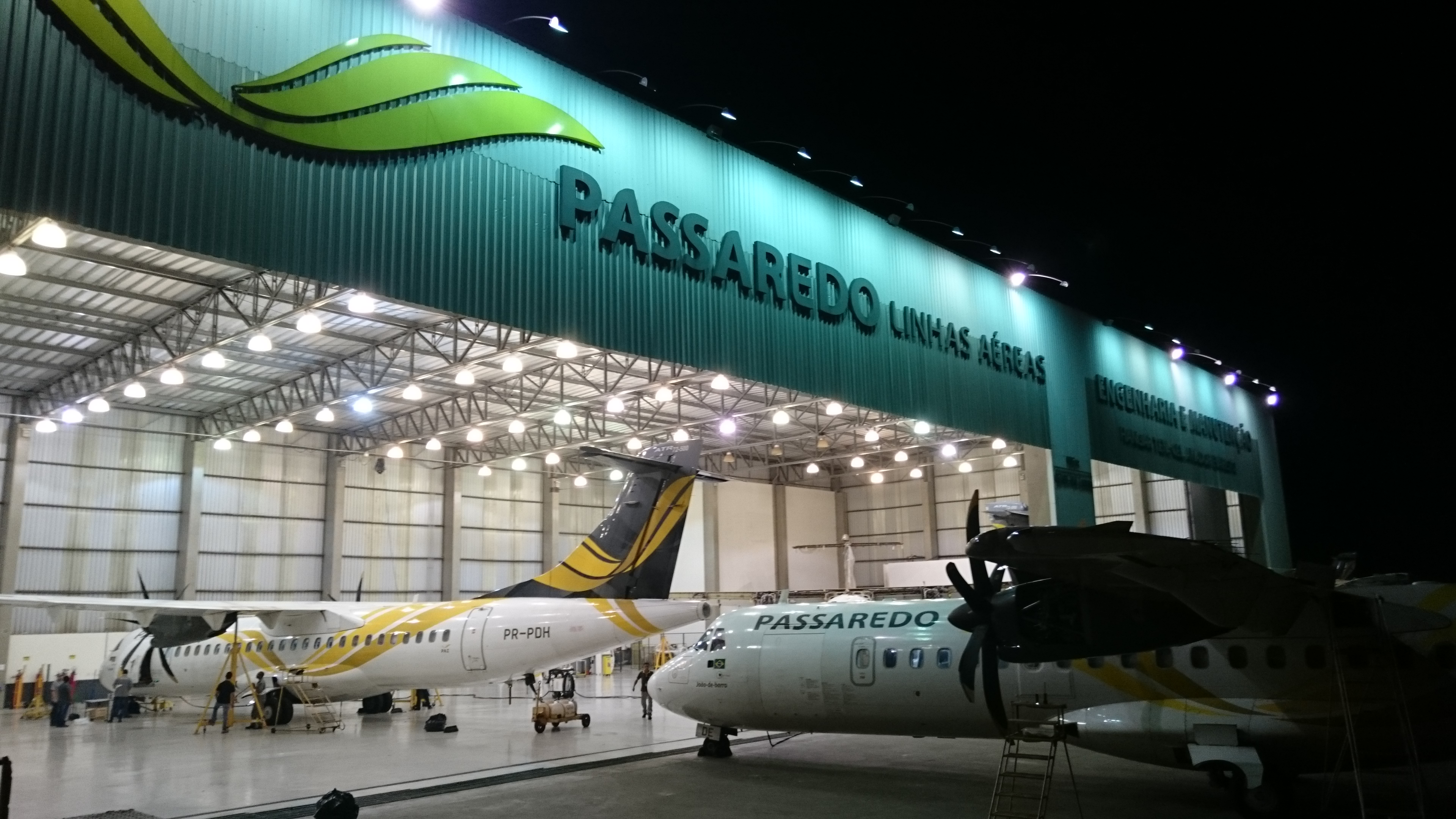
Hangar de Manutenção e Engenharia da Voepass.

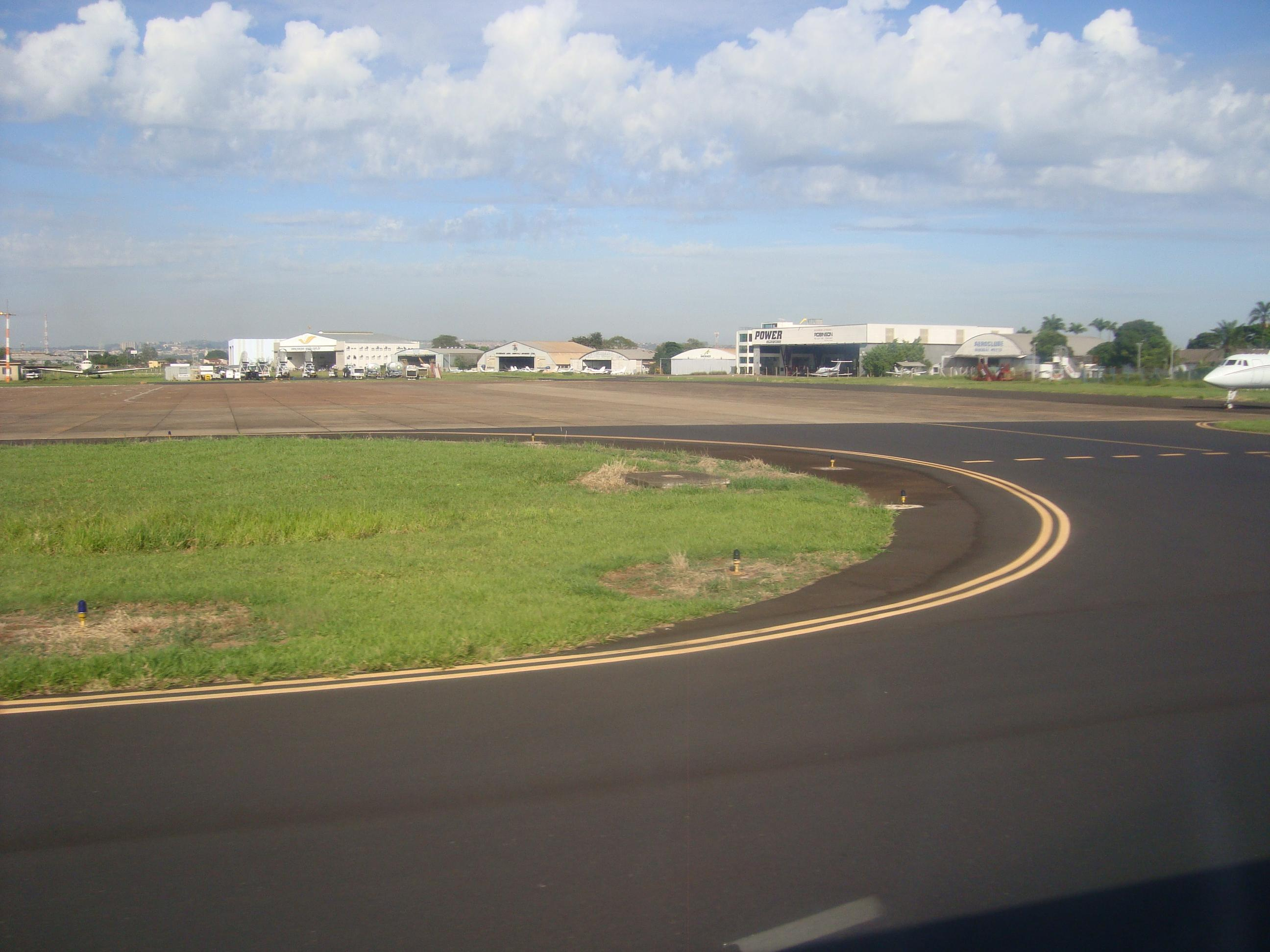
Vista dos Hangares

- Latitude:  21º 08’ 11” S – Longitude: 47º 46’ 36” W
- Indicação ICAO: SBRP
- Código de Pista: 3 – Tipo de Operação: IFR não-precisão
- Altitude: 549m/1.801 ft – Área Patrimonial (ha): 159 ha
- Categoria Contra Incêndio disponível: 6
- Distância da Capital (km): Aérea: 299 km – Rodoviária: 310 km
- Distância até o Centro da Cidade: 5 km

### Instalações
- Terminal de Passageiros (m²): 3.600 (em expansão de + 6.000, que totalizará 9.600)[27]
- Terminal de Cargas (m²): 9.231[28]
- Habilitado ao tráfego internacional de cargas[29]

### Movimento
- Designação da cabeceira: 18 – 36 – Cabeceira Predominante: 18
- Declividade máxima: 0,44% – Declividade Efetiva: 020%
- Tipo de piso: Asfalto – Resistência do Piso (PCN): 54/F/B/X/T
- Recuo de 100 metros na Cab 36 – 200 metros Cab 18

### Pista
- Dimensões (m): 2.100 x 45
- Ligação do pátio à pista de pouso – PRB (m): 1.700 x 23
- Acesso à cabeceira 18 – PRA (m): 90 x 23
- Acesso à cabeceira 36 – PRE (m): 90 x 23
- Ligação da pista de pouso à PRD – PRD (m): 70 x 23
- Tipo de Piso: Asfalto com Grooving
- Distância da cabeceira mais próxima (m): 800

### Pátio
- Dimensões (m): Pátio 1: 27.070 m² – Pátio 2: 14.964 m²[30]
- Dist. da Borda ao Eixo da Pista (m): P1 – 220m P2 – 220m
- Tipo de Pavimento: Concreto

### Auxílios operacionais
- RDONAV – NDB RPR 330 21 08.56S/047.56W
- Estação Meteorológica – Biruta Iluminada
- Sinais de Eixo de Pista – Sinais Indicadores do Aeroporto
- Sinais de Cabeceira de Pista – Sinais Indicadores de Pista
- Sinais de Guia de Táxi – Farol Rotativo – Luzes de Táxi
- Luzes de Pista – Luzes de Obstáculos
- Luzes de Cabeceira – Iluminação de Pátio
- Circuito de Tráfego Aéreo: Padrão – Sala AIS

## Concessão à iniciativa privada

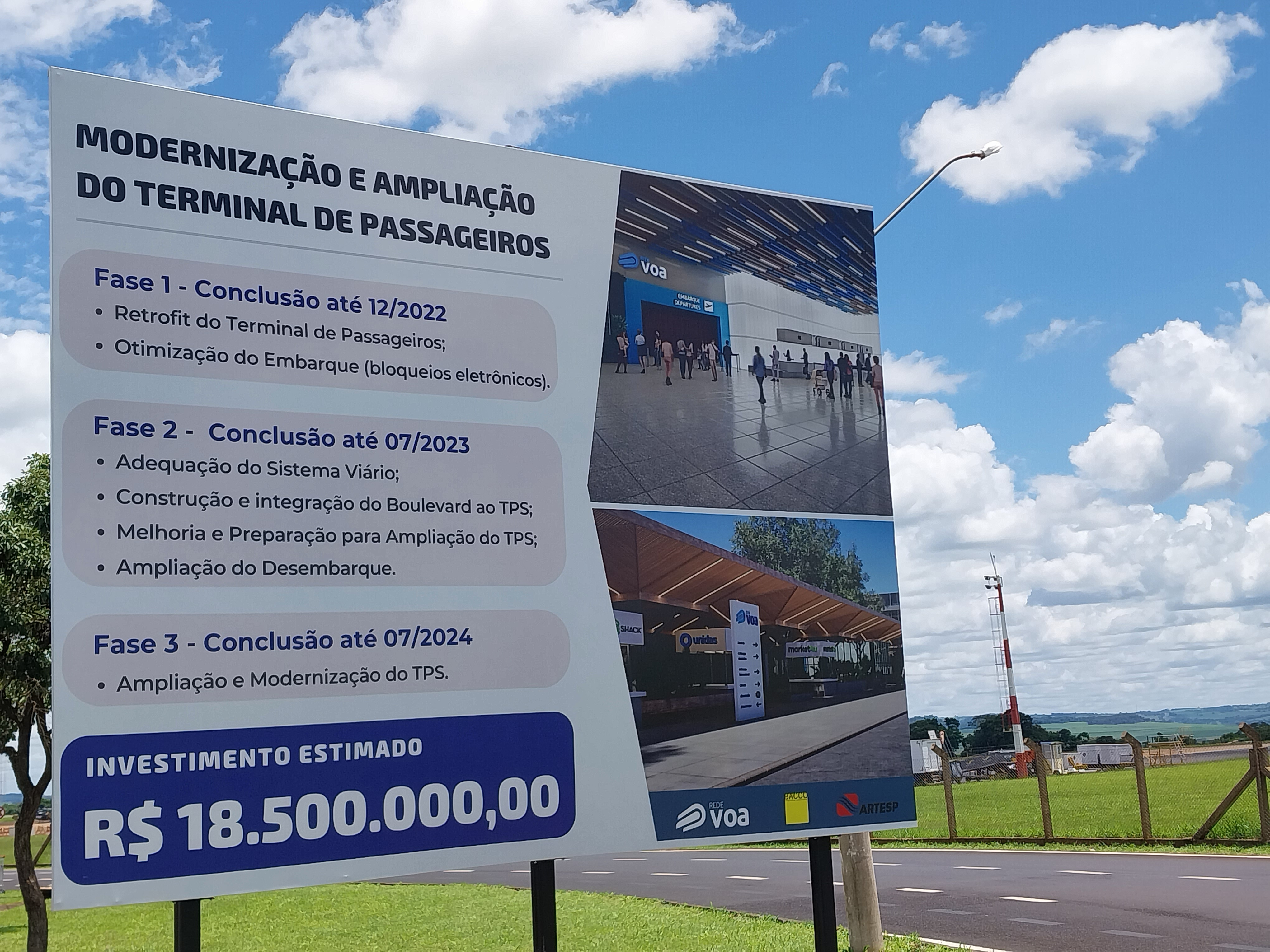
Plano de Investimentos - Triênio 2022/2024

A Rede Voa, operadora do consórcio Voa SE, que arrematou o aeroporto Leite Lopes, informou que prioriza a internacionalização do aeródromo junto com os órgãos federais, tais como: Anac (Agência Nacional de Aviação Civil), Anvisa (Agência Nacional de Vigilância Sanitária), ministério da Agricultura, Polícia Federal e Receita Federal.
A Rede Voa, deixou acordado com a prefeitura de Ribeirão Preto, o início do estudo para que o traçado futuro do BRT (bus rapid transit) passe por dentro do Aeroporto Leite Lopes, facilitando a integração intermodal e acessibilidade dos passageiros. Na reunião, os presentes conheceram o plano de investimentos para o Aeroporto Leite Lopes, os principais projetos, que incluem a readequação do terminal de passageiros, do entorno do aeroporto e o atendimento à nova demanda dos voos comerciais.
Projeto Masterplan com tecnologia sustentável

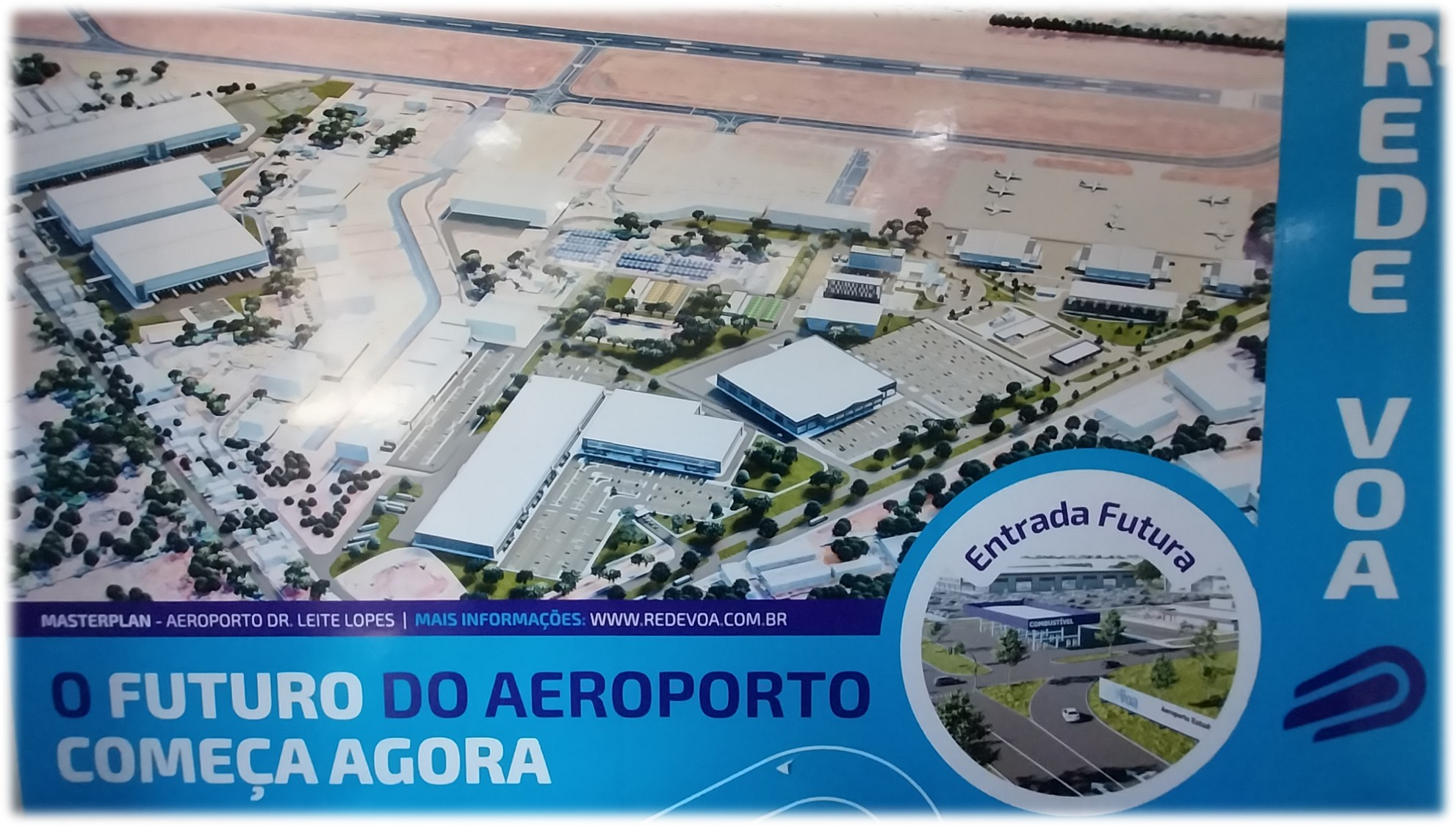
Projeto Masterplan

A Rede Voa apresentou o projeto do “masterplan” para o prefeito Ricardo Silva (PSD). De acordo com a concessionária, será implantada uma infraestrutura de distribuição de gás natural para abastecimento do aeroporto. O fornecimento de gás será realizado pela Necta (vinculada a Commit (antiga Gaspetro), por sua vez pertencente à Compass, leia-se Cosan, com 51%, e à Mitsui, com 49%) e permitirá a utilização de biometano tanto no novo Boulevard, quanto nas futuras instalações do Masterplan do aeroporto, que prevê um hotel, shopping, restaurante fast-food, centro logístico e atacadista, além de três geradores movidos a gás natural, que poderão operar com biometano.

## Aeroporto Internacional de cargas e passageiros

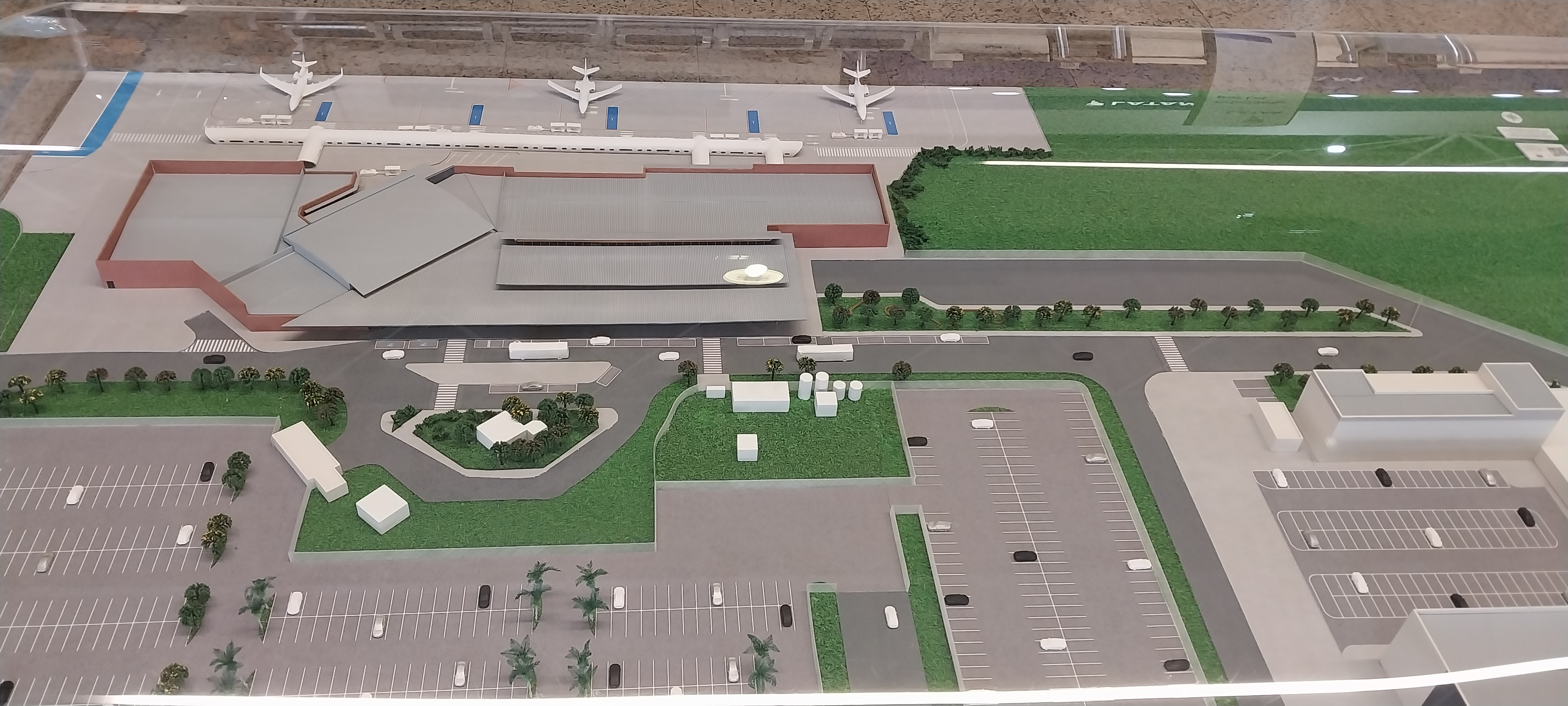
Maquete de expansão TPS do Aeroporto Leite Lopes

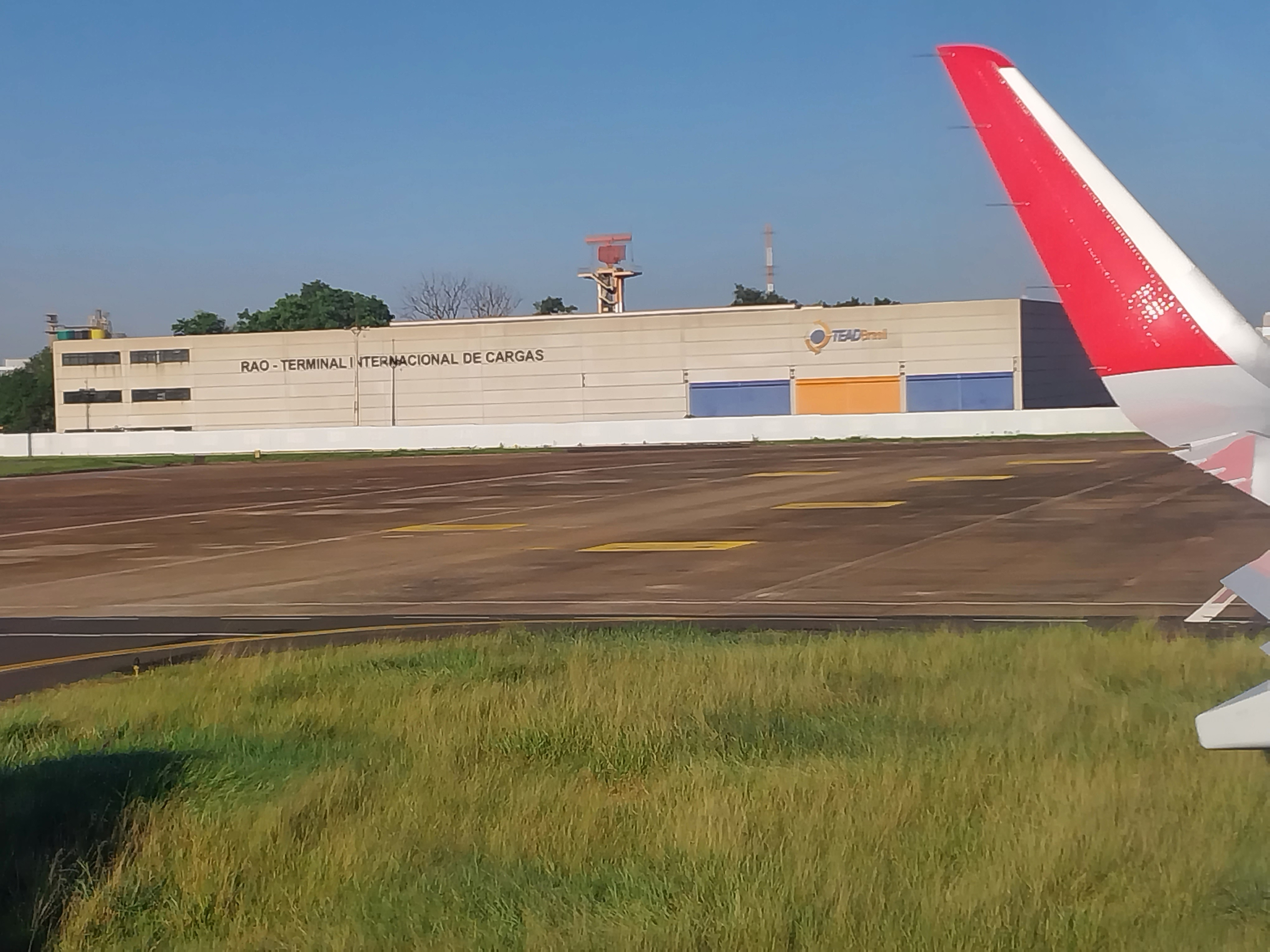
Terminal de Cargas no Aeroporto Leite Lopes

O Aeroporto Internacional de Cargas será um indutor de desenvolvimento regional. Os setores mais beneficiados serão a indústria calçadista de Franca, os fabricantes de equipamentos tecnológicos de São Carlos e de Araraquara, e os de componentes médicos-odontológicos e implementos agrícolas instalados em Ribeirão Preto, Sertãozinho, Jaboticabal e Batatais. O Ciesp estima que o terminal de cargas poderá movimentar US$ 1,4 bilhão/ano, após 5 anos do início da movimentação e operações comerciais.
O Aeroporto de Ribeirão Preto deve ter voos internacionais a partir de 2025. Quando todas as obras estiverem concluídas, será possível viajar para países do Caribe, América do Sul e Central, segundo o consórcio."A Rede Voa de aeroportos já protocolou junto à SAC do governo federal e à Anac. Tinha um processo que estava paralisado desde 2003 para carga e o Aeroporto Leite Lopes vai ser internacional para carga e passageiros", confirmou o presidente do consórcio.
Em 2025, a Rede VOA estuda operar voos internacionais durante a Agrishow. Com a aproximação do principal evento do agronegócio nacional, o Aeroporto de Ribeirão Preto tem se destacado nos estudos para a implementação de voos internacionais durante a feira. A iniciativa, que pode transformar a dinâmica do transporte aéreo na região, está sendo avaliada por gestores e especialistas, com o objetivo de facilitar a chegada de visitantes estrangeiros e elevar o perfil da cidade no cenário global. Conforme enfatiza o CEO da Rede VOA, Marcel Moure, além da obra em andamento para a construção do novo Boulevard e novo terminal, foi apresentada oficialmente a intenção de internacionalização do aeroporto até o ano de 2026. Foram apresentadas questões como Plano de Diretrizes, Zoneamento de Ruído, questões com a CPFL, além do Masterplan, que traz a ideia de integração do Leite Lopes com um Terminal Rodoviário, hotel e áreas comerciais. Um dos pontos altos do projeto é a construção do Cone, que será o maior centro de distribuição logística do estado de São Paulo no sítio aeroportuário de Ribeirão Preto.
| “ | A nova configuração do aeroporto atenderá diretamente a uma demanda reprimida por voos internacionais na região, que já é reconhecida como um dos principais polos econômicos e agroindustriais do país”. | ” |
|   | — José Rita Moreira, consultor econômico – Matéria do Jornal Tribuna Ribeirão: Expectativa de grandes empreendimentos, da jornalista Adriana Cristofoli.                                                  |   |

Para o consultor econômico José Rita Moreira a internacionalização do Aeroporto Leite Lopes, prevista para 2026, promete inaugurar uma nova era para Ribeirão Preto e seu entorno. Com voos internacionais de passageiros e cargas, o terminal aéreo se posicionará como um hub logístico estratégico do interior paulista, impactando positivamente diversos setores econômicos e sociais. Ainda segundo ele, a localização privilegiada, a poucos minutos da Rodovia Anhanguera (uma das principais vias de escoamento de produção do Sudeste) reforça o potencial logístico da cidade. O economista afirma que empresas do agronegócio, indústria farmacêutica, tecnologia e comércio exterior devem se beneﬁciar com redução de custos e prazos no transporte de mercadorias, principalmente para exportações. “O transporte de cargas perecíveis, como frutas, ﬂores e cortes especiais de carne, ganhará agilidade e eﬁciência, consolidando a posição de Ribeirão Preto como porta de saída da produção agroindustrial brasileira”, declara. 

## Projetos cancelados
Voo internacional de passageiros - via conexão
A Azul Linhas Aéreas iniciaria, a partir de junho de 2020, uma nova rota internacional ligando o Aeroporto Internacional de Viracopos, em Campinas, a Nova York nos Estados Unidos, com voos diários em seu novíssimo Airbus A330. Entre a novidades, está a conexão dos voos com a cidade de Ribeirão Preto, que levariam aproximadamente 14 horas de RAO, fazendo conexão em VCP e chegando em Nova York, e vice versa.
Antigo projeto de ampliação - 2014
Com intuito de viabilizar a internacionalização do Aeroporto Leite Lopes, um mega projeto estimado em R$ 443 milhões está em curso. O mesmo contemplará diversos fatores com a devida regularização da área acrescida ao sítio aeroportuário, pois o mesmo está localizado dentro do perímetro urbano da cidade, muito próximo da Rodovia Anhanguera, além de estar envolvido por uma expressiva concentração de moradias no seu entorno, transformando as obras de adequação urbana numa complexa obra de infraestrutura de transportes.
A fim de adequar e potencializar o aeroporto a demanda atual de passageiros e a aviação de carga internacional, estão previstos grandes conjuntos de obras de infraestrutura, tais como:
• Deslocamento da pista de pouso e decolagem em 500 metros no sentido da Avenida Thomas Alberto Whately, ficando com 2.100 metros de área útil e 500 metros de área de escape, totalizando 2.600 metros. Custo da obra: R$ 48 milhões;
• Construção de um novo pátio de aeronaves, que em conjunto com o existente, terá capacidade de 17 aeronaves de grande porte. Custo da obra: R$ 30 milhões;
• Ampliação do terminal de passageiros, de 5 mil m² para 35 mil m². Esta intervenção, propiciará maior conforme, tornando-o um equipamento moderno, dispondo inclusive de fingers (pontes de embarque que conectam a aeronave ao terminal), numa edificação de dois andares. Custo da obra: R$ 100 milhões;
• Construção da passagem (túnel) inferior na avenida Thomaz Alberto Whatelly. Custo da obra: R$ 70 milhões;
• Desapropriações da área no entorno do aeroporto. Custo da intervenção: R$ 170 milhões;
• Adequação do sistema viário no entorno do aeroporto. Custo da obra: R$ 25 milhões.
Obs.: A divisão dos investimentos ficará a cargo do Governo Federal (R$ 178 milhões), Governo do Estado (R$ 240 milhões) e da Prefeitura Municipal (R$ 25 milhões).
A Tead Brasil tinha anunciado o início das operações no terminal de cargas para o mês de abril de 2014, o terminal ribeirãopretano seria o primeiro construído no Estado de São Paulo, atendendo as exigências da Anvisa - Agência Nacional de Vigilância Sanitária-, sendo que os aeroportos de Guarulhos e Viracopos receberam adequações posteriores às suas construções. O terminal situado no aeródromo contaria com espaço climatizado, dispondo de 10 mil metros cúbicos, para operacionalizar produtos como vacinas, medicamentos, insumos e até mesmo tecido humano.
Antigo projeto de ampliação - 2017
Ao invés de realizar uma mega intervenção de uma única vez no aeroporto Leite Lopes, a nova proposta do Governo Federal (Secretaria de Aviação Civil) consistia em fatiar por fases as obras. Numa primeira etapa de ampliação, que teria início em 2018, estavam previstos investimentos na ordem de R$ 88 milhões. Estas obras permitirão que o aeroporto comece a operar voos de carga internacionais, mas com restrição.
O pacote contemplava:
- Ampliação e reforma do terminal de passageiros, que passará de 5 mil m² para 12.000 m²
- Ampliação da seção contra incêndio, de 600 m² para 930 m²
- Recapeamento dos sistemas de pistas de pouso e decolagem
- Ampliação em 30 mil m² do pátio de aeronaves
- Implantação de turnaround (área de giro de aeronaves) nas cabeceiras e sinalização de luminárias para orientação das manobras noturnas. Única intervenção do projeto concluída.[57][58]